# 골든 글로브 앰버서더
골든 글로브 앰버서더(Golden Globe Cecil B. DeMille Award)는 2017년 미스 골든글로브 혹은 미스터 골든글로브까지 매년 열리는 골든글로브 시상식에서 수상자들에게 트로피를 나눠주고 무대에서 그들을 호위하는 젊은 사람이다.